# Ungmennafélagið Afturelding
Ungmennafélagið Afturelding w skrócie UMF Afturelding – islandzki klub piłkarski mający swoją siedzibę w Mosfellsbær. Występuje w Besta-deild karla, najwyższym szczeblu piłkarskim na Islandii.

## Historia
Ungmennafélagið Afturelding został założony 11 kwietnia 1909. W sezonie 1986 wygrali 3. deild i awansowali do 2. deild. Ligę tą wygrali ponownie w 1999. W sezonie 2018 wygrali 2. deild i awansowali do 1. deild. W niej w sezonie 2023 zajęli 2. miejsce i uzyskali prawo do gry w barażach o Besta-deild karla. W nich przegrali w finałowym meczu z Knattspyrnudeild Vestra (0:1). W sezonie 2024 ponownie zagrali w barażach, tym razem po zajęciu 4. miejsca. W nich pokonali Fjölnir (3:1; 0:0) oraz Knattspyrnudeild Keflavík (0:1) i pierwszy raz w historii awansowali na najwyższy poziom rozgrywkowy w Islandii.

## Stadion
Ungmennafélagið Afturelding rozgrywa swoje mecze na Varmárvollur.

## Skład
Stan na 19 grudnia 2024
| Nr | Poz. | Piłkarz                      |
| -- | ---- | ---------------------------- |
| 1  | BR   | Arnar Dadi Jóhannesson       |
| 2  | OB   | Gunnar Bergmann Sigmarsson   |
| 4  | PO   | Bjarni Páll Runólfsson       |
| 6  | OB   | Aron Elí Sævarsson (kapitan) |
| 7  | PO   | Aron Jóhannsson              |
| 8  | OB   | Aron Jónsson                 |
| 9  | NA   | Andri Freyr Jónasson         |
| 10 | NA   | Elmar Kári Enesson Cogic     |
| 11 | NA   | Arnór Gauti Ragnarsson       |
| 16 | PO   | Bjartur Bjarmi Barkarson     |
| 17 | PO   | Valgeir Árni Svansson        |
| 19 | PO   | Saevar Atli Hugason          |

| Nr | Poz. | Piłkarz                                       |
| -- | ---- | --------------------------------------------- |
| 22 | PO   | Oliver Jensen                                 |
| 23 | PO   | Sigurpáll Melberg Pálsson                     |
| 24 | BR   | Jökull Andrésson (wypożyczony z Reading F.C.) |
| 25 | OB   | Georg Bjarnason                               |
| 26 | OB   | Enes Þór Enesson Cogic                        |
| 34 | NA   | Patrekur Orri Guðjónsson                      |
| 40 | OB   | Rikhardur Smári Gröndal                       |
| 77 | NA   | Hrannar Snær Magnússon                        |
|    | PO   | Ásgeir Frank Ásgeirsson                       |
|    | PO   | Precious Kapunda (wypożyczony)                |
|    | PO   | Levison Mnyenyembe (wypożyczony)              |

## Sukcesy
- 2. deild (1x): 2018
- 3. deild (2x): 1986, 1999